# Nāḩiyat Karīmah
Nāḩiyat Karīmah (arabiska: ناحية كريمة) är ett subdistrikt i Syrien.   Det ligger i provinsen Tartus, i den västra delen av landet, 130 km norr om huvudstaden Damaskus.
Trakten runt Nāḩiyat Karīmah består till största delen av jordbruksmark. Runt Nāḩiyat Karīmah är det ganska tätbefolkat, med 144 invånare per kvadratkilometer.